# Nassau (Lahn)
Pour les articles homonymes, voir Nassau.
Nassau est une ville du land de Rhénanie-Palatinat, qui se trouve dans la vallée de la Lahn entre Bad Ems et Limburg an der Lahn.

## Histoire

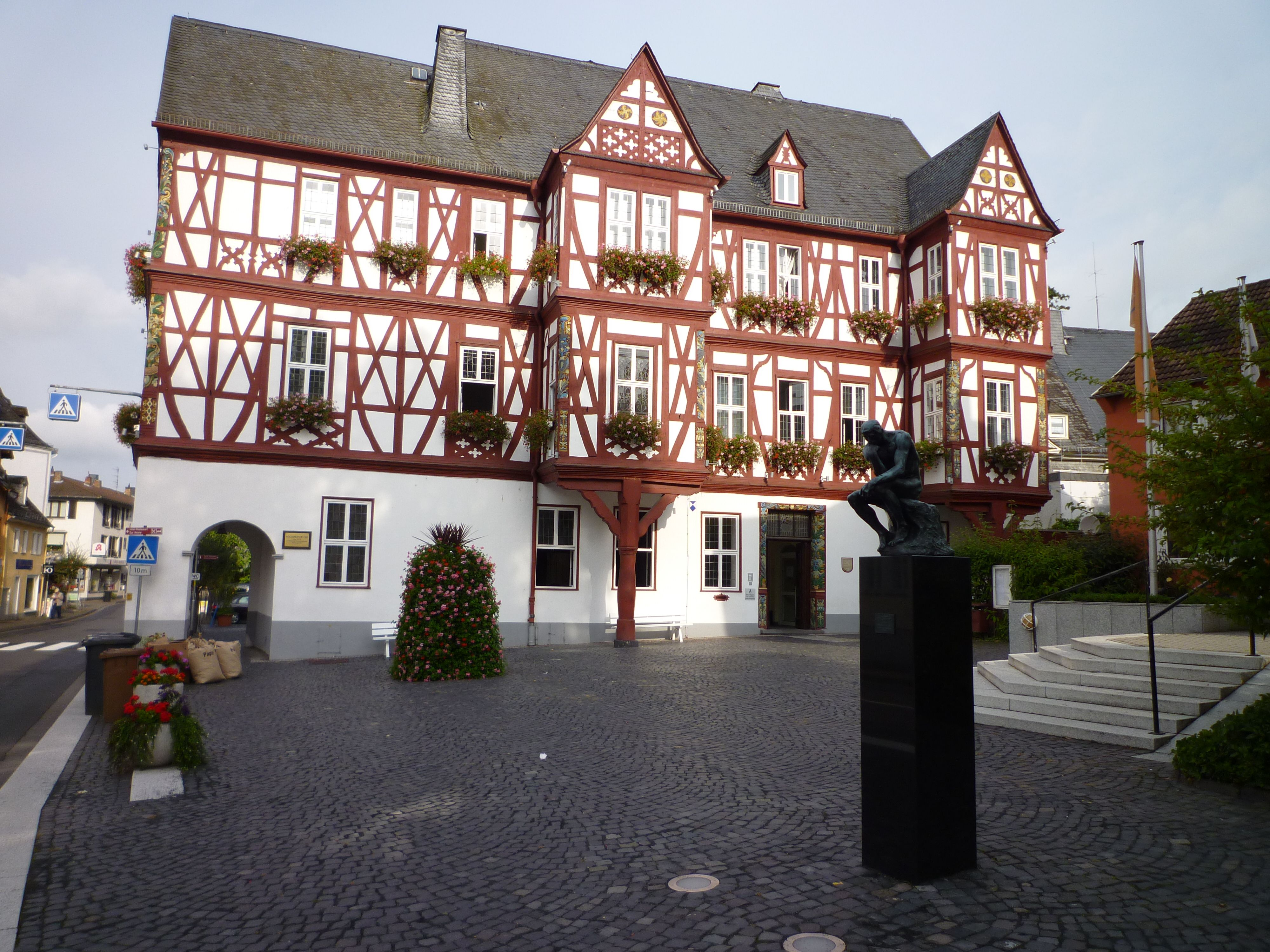
La mairie

L'origine de la ville et de la Maison de Nassau remonte à l'an 915, fondée probablement par un frère de l'empereur Conrad Ier. Le château fut construit en 1125, et en 1160 le comté prit le nom de la ville. Entre 1292 et 1298, un des comtes, Adolphe de Nassau, accéda même à la dignité impériale. Puis, en 1515, un de ses descendants, Henri III, comte de Nassau et de Bréda, frère de Guillaume Ier le Riche, épousa en secondes noces Claude de Chalon, princesse d'Orange, dont il eut un fils, René de Chalon, qui mourut sans enfant en 1544. Le cousin de ce dernier, Guillaume le Taciturne, hérita alors du domaine. Ainsi naquit la Maison d'Orange-Nassau qui est aujourd'hui la maison royale des Pays-Bas. Par suite, le comté de Nassau fut érigé en duché.
Avant son annexion à la Prusse, ce duché avait une voix partagée avec le duché de Brunswick aux diètes ordinaires et deux pour lui seul à l'assemblée générale.

## Économie
L'entreprise de munitions Metallwerk Elisenhütte GmbH est implantée depuis 1957 dans cette ville.

## Tourisme
La ville de Nassau se situe dans la vallée étriquée de la Lahn, une région connue pour son tourisme fluvial et cycliste. La ville dispose de quelques hôtels et beaucoup de campings sont dans les environs.
On peut y accéder par train avec la ligne Koblenz-Limburg an der Lahn et la ligne express Koblenz-Gießen.
Des randonnées pédestres existent tout autour de la ville. Les monuments visités sont le château - cœur du comté de Nassau et le centre-ville pour ses maisons à colombage.

## Personnalités liées à la ville
- Heinrich Friedrich Karl vom Stein (1757-1831) homme politique né à Nassau (Lahn).
- Wolfgang Franz (1944-), économiste né à Nassau (Lahn).

## Jumelage
Nassau est jumelée avec :
- Pontchâteau en France dans le département de la Loire-Atlantique, depuis le 18 mai 1975.